# Kunibert Krix

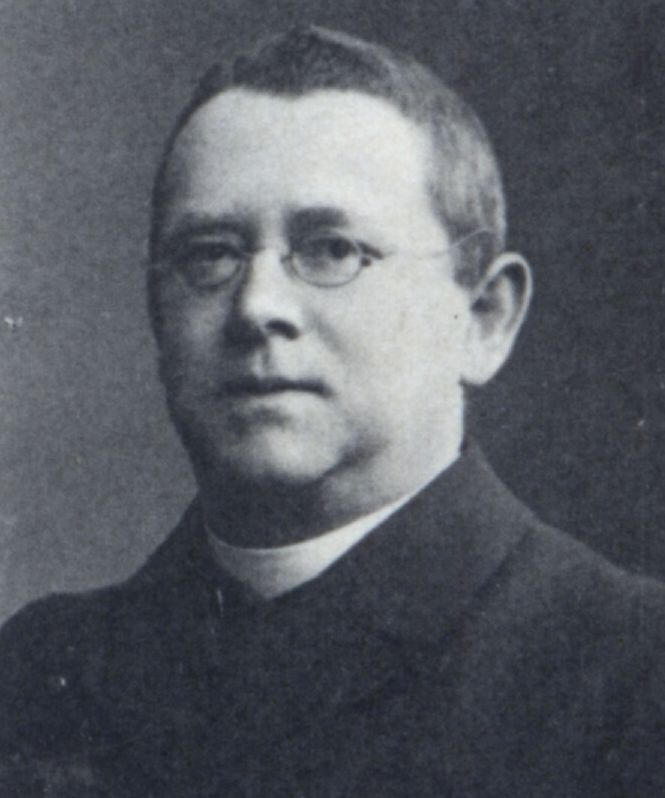
Kunibert Krix als Reichstagsabgeordneter 1912

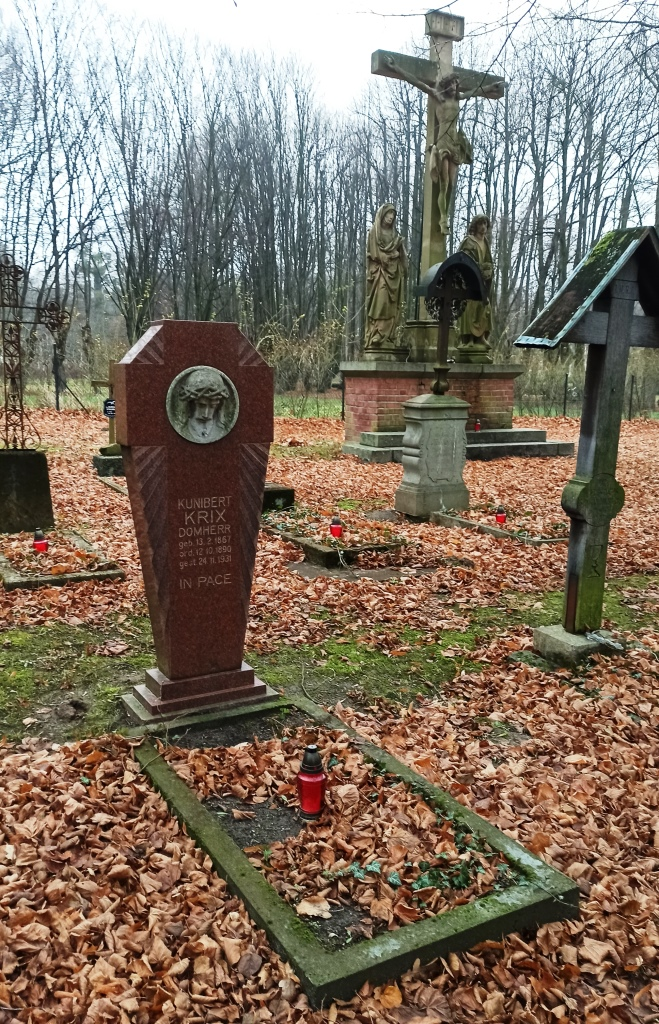
Der Grabstein in Frauenburg

Kunibert Krix (* 13. Februar 1867 in Osterode; † 24. November 1931 in Braunsberg) war katholischer Geistlicher und Mitglied des Deutschen Reichstags.

## Leben
Krix besuchte die Bürgerschule in Neidenburg und das Gymnasium in Rößel. Ab 1887 studierte er an der Universität Münster und war am Lyzeum in Braunsberg. Er war Mitglied der katholischen Studentenverbindung KStV Germania Münster im KV.  1890 wurde er Kaplan in Wernersdorf, dann 1891 in Montau und Marienwerder. 1893 wurde er Pfarrer, erst in Riesenburg und 1897 in Groß Lemkendorf. Durch Artikel in landwirtschaftlichen Fachschriften und Vorträge hat er hauptsächlich der Hebung der landwirtschaftlichen Produktivität das Wort geredet. Ab 1928 Lektor für polnische Sprache an der Staatlichen Akademie in Braunsberg.
Von 1912 bis 1918 war er Mitglied des Deutschen Reichstags für den Reichstagswahlkreis Regierungsbezirk Königsberg 9 und die Deutsche Zentrumspartei.